# Экерт, Артур
Артур Конрад Экерт (англ. Artur Konrad Ekert; род. 19 сентября 1961, Вроцлав) — польский физик. Занимается исследованиями в области квантовых вычислений и квантовой физики. Является директором Квантового центра Сингапура. Входит в консультационный совет РКЦ.

## Биография
Родился в 1961 году во Вроцлаве (Польша). В 1987 году закончил Ягеллонский университет в Кракове, а в 1991 году получил докторскую степень в Оксфордском университете. В своей диссертации он показал, как квантовая запутанность и нелокальность может быть использована для распространения криптографических ключей.
В 1991 году избран младшим научным сотрудником, а в 1994 году научным сотрудником колледжа Мертона в Оксфорде. В то время он создал первую исследовательскую группу по квантовой криптографии и вычислениям, расположенную в лаборатории Кларендона. Впоследствии она превратилась в центр для квантовых вычислений и в настоящее время относится к Кембриджскому университету.
В 1998 году был назначен профессором физики в Оксфордском университете. С 2002 по начало 2007 года — профессор квантовой физики на кафедре прикладной математики и теоретической физики Кембриджского университета. За открытие квантовой криптографии, в 1995 году Экерт был удостоен премии Максвелла и в 2007 году медали Хьюза Лондонского Королевского общества.